# Саломон Корнуолльский

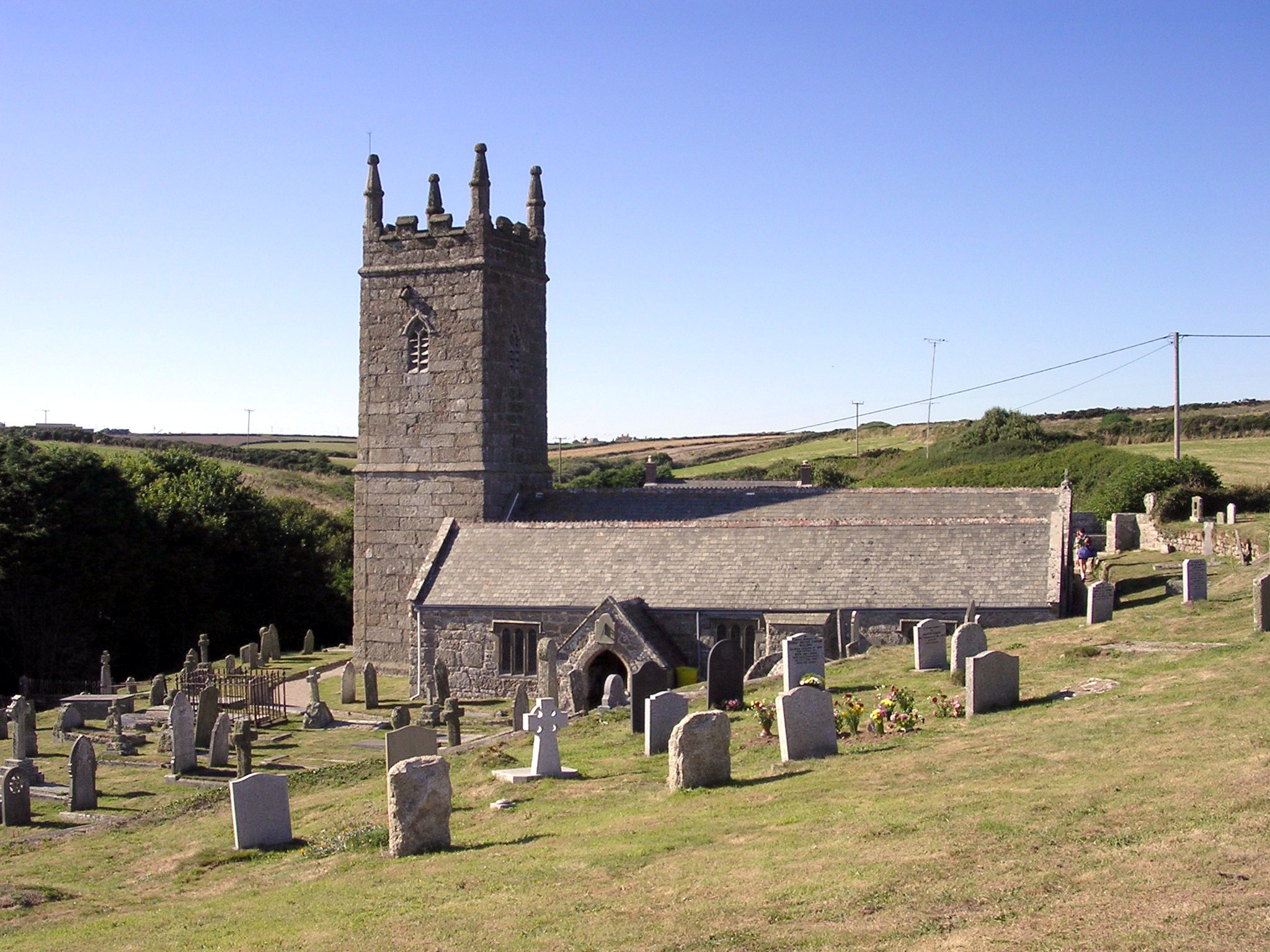
Приходской храм Святого Левана

Саломон или Леван (V век) — принц или король Корнуолла. Святой (день памяти — 18 октября).

## Биография
Святой Леван или Селеван, кельтская форма имени Соломон, из Корнуолла, согласно житию святого Киби, был его отцом. Его отца звали Эрбин ап Герайнт ап Луд, но валлийский источник (Бонедд и Сент) говорит о Герайнте ап Эрбине, внуке Константина Корню. Герайнт упоминается в валлийской легенде о короле Артуре «Килух и Олвен». Константин, в отличие от Луда, известен также из иных записей. Саломон был женат на святой Венне, дочери ирландского принца, который жил в Каэр-Гохе неподалёку от Сент-Дэвида в Пембрукшире.
Святого Саломона отождествляют как со святым Селеваном (Selevan) из Сент Левана в Корнуолле и Пенмоне на Англси, так и со святым Сальвисом (Salwys), которого считают основателем храма в Лансаллос также в Корнуолле.
Памятью о нём может быть также камень с Хи-ро, который можно видеть в
Сент Иуст ин Пенвис, на котором написано «Селюс лежит тут» (Selus lies here).
В округе Морбиан имеются четыре места, вероятно связанные с жизнью святого, жившего в VI или VII веке. На скале Сент Леван имеется источник святого Левана, у её подножия имеются, вероятно, остатки его часовни, описанные Уильямом Борлэйзом в его «Древностях» (Antiquities). Саломон упоминается в житии святого Киби как принц-рыцарь (princeps militiae), живший в Восточном Корнуолле, где и родился его сын, святой Киби. Считают, что он унаследовал престол от своего двоюродного брата, короля Марка.
Его сестрой была Манакка Корнуолльская.